# خشخاش هرز
خشخاش هرز یا خشخاش سردراز، پاپاور دوبیوم (نام علمی: Papaver dubium) نام یک گونه از سرده خشخاش است. گل آن کم رنگ تر و کوچکتر از خشخاش زراعی یا خشخاش معمولی، با کپسول دانه ای دراز و باریک. رایج‌ترین خشخاش در شمال انگلستان است.

## نگارخانه

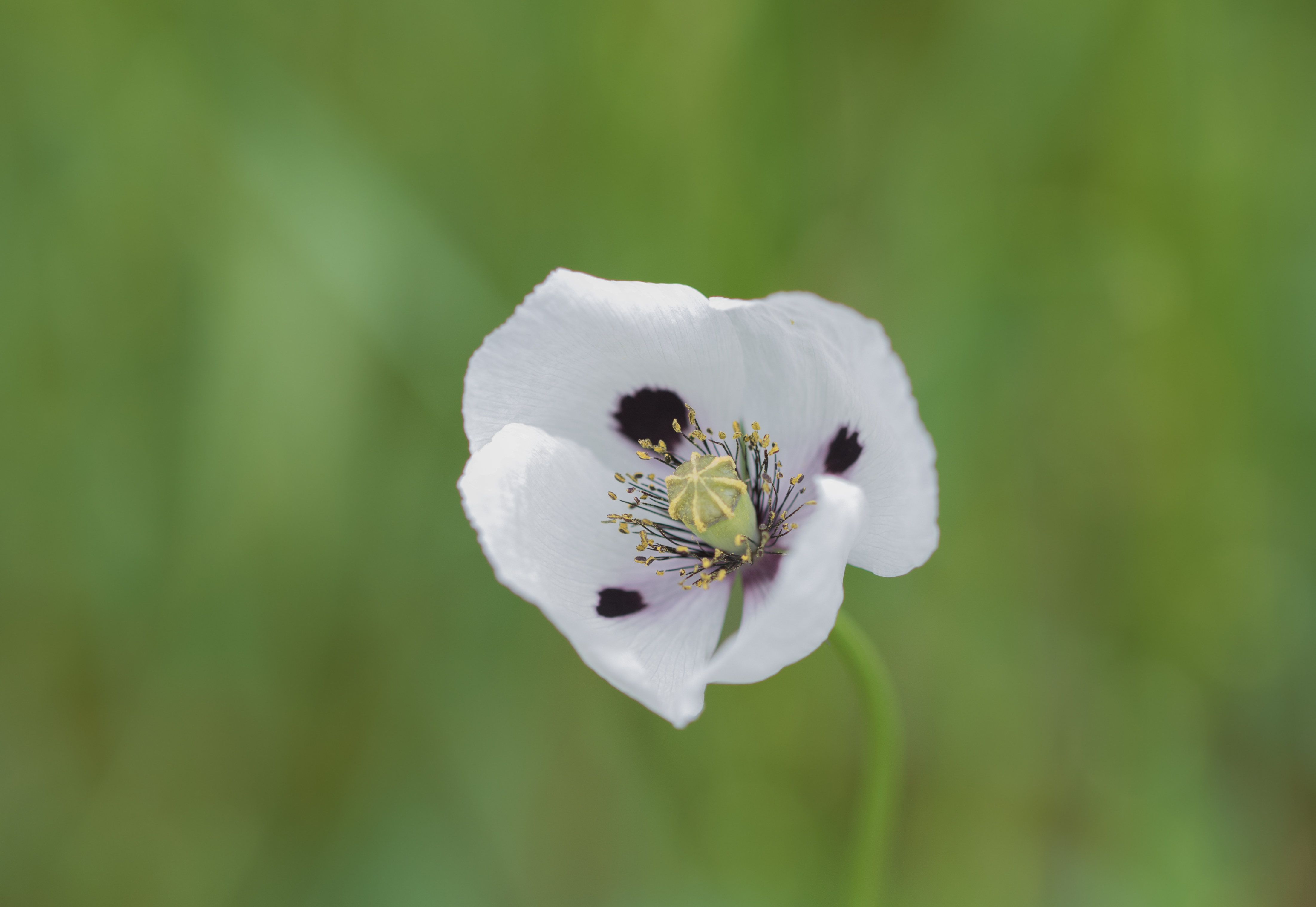
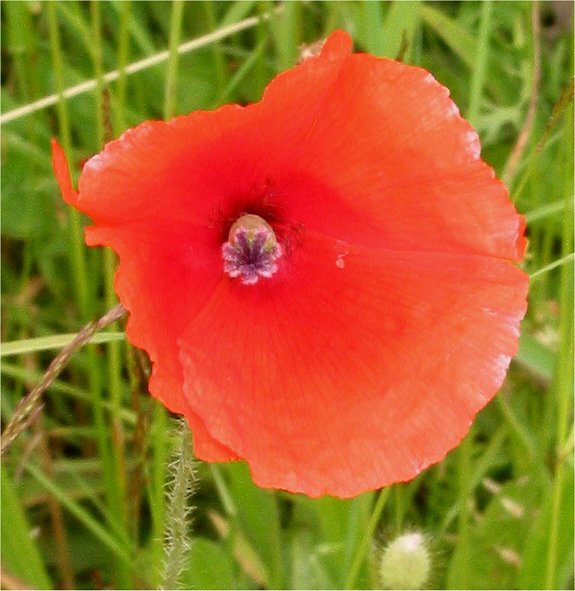
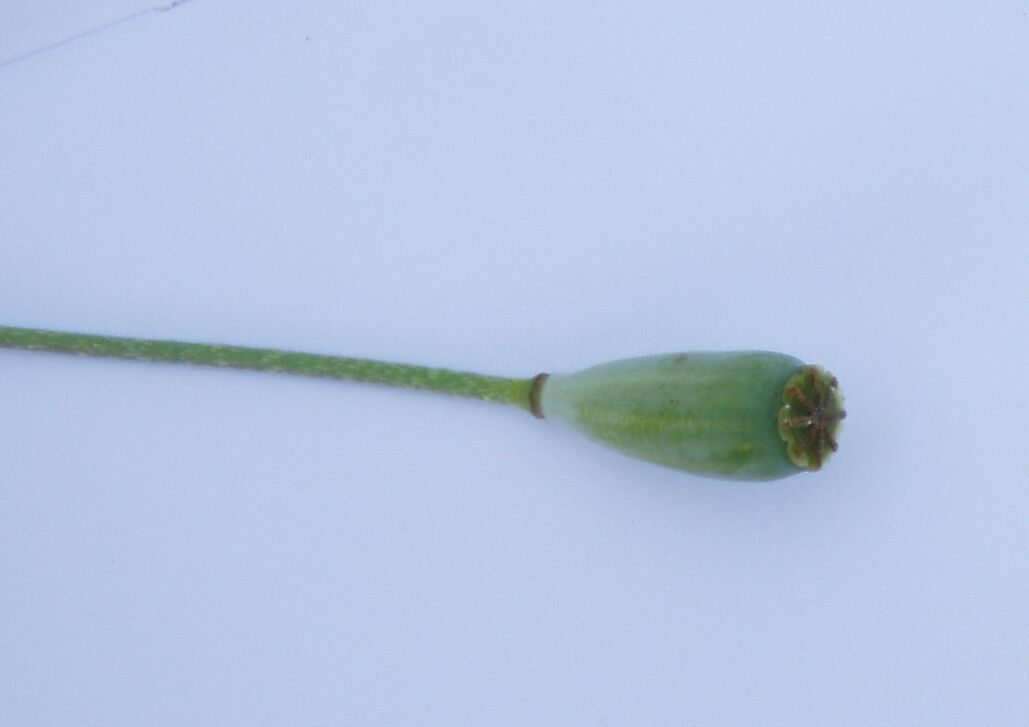
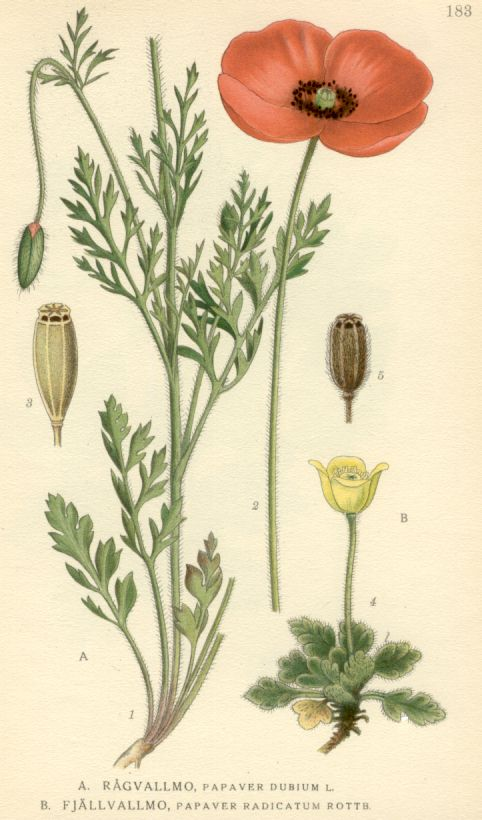